# Projekt ustawy nr 89417-6
Projekt ustawy nr 89417-6 – rosyjskie prawo federalne „O wprowadzeniu zmian do Ustawy Federalnej «O ochronie dzieci przed informacją szkodliwą dla ich zdrowia i rozwoju» oraz poszczególnych aktów ustawodawczych Federacji Rosyjskiej w sprawie dostępu w sieci Internet do informacji niezgodnej z prawem”, które wprowadza do ustaw federalnych zapisy przewidującye filtrowanie serwisów internetowych na podstawie rejestru i blokowanie zakazanych zasobów internetowych. Szereg ekspertów w swoich wypowiedziach wskazuje na zagrożenie wykorzystania danego projektu do cenzurowania Internetu.

## Rozpatrzenie projektu
Początki projektu sięgają grudnia 2011 roku. Jego pomysłodawcą była Liga Bezpiecznego Internetu na czele z Konstantinem Małofiejewem. Pomysł poparł Igor Szcziogolew, były (od 21 maja 2012 roku) minister łączności i komunikacji. Przed przedstawieniem projektu Dumie RF na stronie LBI przeprowadzono sondaż, w marcu 2012 roku dyskutowano o nim w Ministerstwie Łączności, miesiąc później był tematem konferencji RIF+KIB 2012. Projekt został przedstawiony Dumie 7 czerwca 2012 roku. 6 lipca miało miejsce pierwsze jego czytanie. Projekt został przyjęty 11 lipca 2012 roku w rezultacie drugiego i trzeciego czytania. W drugim „za” głosowało 438 posłów, w trzecim – 441.

## Zmiany w prawodawstwie rosyjskim

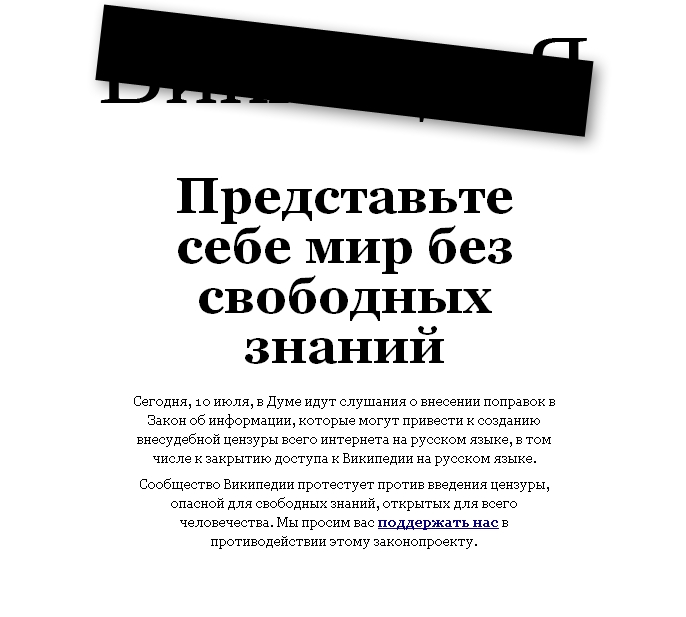
Protest rosyjskiej Wikipedii przeciwko cenzurze 10 lipca 2012

Projekt wprowadza zmiany do następujących ustaw federalnych:
1. „O informacji, technologiach informacyjnych i o ochronie informacji” nr 149-FZ z 27 lipca 2006 roku,
2. „O ochronie dzieci przed informacją szkodliwą dla ich zdrowia i rozwoju” nr 436-FZ z 29 grudnia 2009 roku,
3. „O łączności” nr 126-FZ z 7 lipca 2003 roku,
4. Kodeksu Wykroczeń Administracyjnych Federacji Rosyjskiej.

Ustawa „O informacji, technologiach informacyjnych i o ochronie informacji”
Definiuje terminy: serwis internetowy, strona internetowa, domena internetowa, adres IP, właściciel serwisu internetowego, internetowe usługi hostingowe. Dodaje artykuł nr 15 „Jedyny rejestr domen internetowych i (lub) uniwersalnych wskaźników stron internetowych w sieci Internet i adresów sieciowych serwisów w sieci Internet, zawierających informację zabronioną przed rozpowszechnianiem na terytorium Federacji Rosyjskiej”. Do prowadzenia rejestru może zostać powołana według określonych przez rząd kryteriów niekomercyjna instytucja. Operator rejestru dodaje do niego link do systemów lub adresów internetowych, które zawierają materiały pornograficzne z udziałem niepełnoletnich, ogłoszenia o poszukiwaniu nieletnich do udziału w widowiskowych imprezach pornograficznych, propagandę narkotyków, substancji psychotropowych i ich prekursorów, informację o ich produkcji i miejscach nabycia, o sposobach i wezwaniach do popełniania samobójstwa, a także jakąkolwiek informację zabronioną przez sądownictwo rosyjskie. Od decyzji o wpisanie do rejestru można odwołać się do sądu w ciągu trzech miesięcy. Od momentu otrzymania zawiadomienia od hostingu internetowego właściciel systemu internetowego w ciągu doby ma obowiązek usunąć z sieci wskazaną stronę. W razie odmowy lub zaniechania obowiązku hosting internetowy ogranicza dostęp do serwisu internetowego. W razie niedokonania obowiązków przez właściciela serwisu oraz hostingu internetowego adres sieciowy zostaje wpisany do rejestru. Operator łączności w danym przypadku ma obowiązek w ciągu doby ograniczyć do niego dostęp. Projekt nie uwzględnia procedur w przypadku przypisanego jednego IP do wielu serwisów internetowych.
Ustawa „O ochronie dzieci przed informacją szkodliwą dla ich zdrowia i rozwoju”
Do ustawy „O ochronie dzieci przed informacją szkodliwą dla ich zdrowia i rozwoju” nr 436-FZ z 29 grudnia 2009 roku wprowadza zmiany dotyczące oznaczania stron internetowych etykietami pięciu kategorii: dozwolone dla dzieci 0–6 lat, 6–12 lat, 12–16 lat, 16–18 lat oraz osób powyżej 18 roku życia. Wyjątek stanowią strony portali informacyjnych i komentarze pod wiadomościami z tych stron, przy czym zmiana uwzględnia proces przeglądania tych stron.
Ustawa „O łączności”
Dodaje zmianę o tym, że ograniczenie i wznowienie dostępu do informacji dostępnej przez Internet reguluje Ustawa Federalna „O informacji, technologiach informacyjnych i o ochronie informacji”.
Kodeks Wykroczeń Administracyjnych Federacji Rosyjskiej
Do Kodeksu Wykroczeń Administracyjnych Federacji Rosyjskiej wprowadza paragrafy dotyczące odpowiedzialności operatorów łączności, świadczących telematyczne usługi łączności lub administracji w miejscach dostępnych dla dzieci za niezastosowanie środków administracyjnych, organizacyjnych oraz możliwości oprogramowania i sprzętu w celu ochrony dzieci przed informacją szkodliwą dla ich zdrowia i (lub) rozwoju.